# Rémilly (Moselle)
Pour les articles homonymes, voir Rémilly.
Rémilly est une commune française située dans le département de la Moselle. Elle a absorbé les anciennes communes d’Aubécourt en 1813 et de Dain-en-Saulnois en 1965. Elle est jumelée avec Tourtoirac (Dordogne).

## Géographie
Rémilly est une petite ville française, située dans le département de la Moselle, près de Metz, sur la rive gauche de la Nied française. Elle compte environ 2 119 habitants en 2020.

### Accès

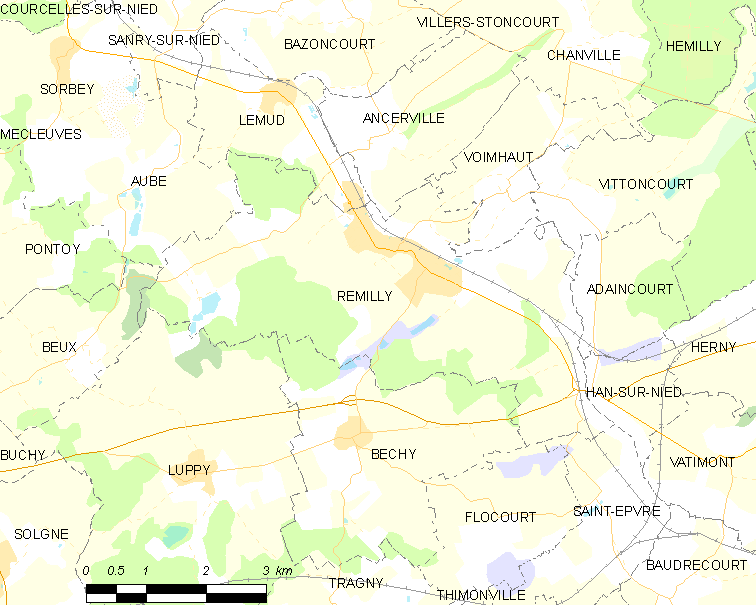
Carte de la commune.

### Communes limitrophes
| Aube  | Lemud, Ancerville, Voimhaut | Vittoncourt             |
| Beux  | Remilly                     | Adaincourt Han-sur-Nied |
| Luppy | Béchy, Flocourt             | Saint-Epvre             |

### Hydrographie
La commune est située dans le bassin versant du Rhin au sein du bassin Rhin-Meuse. Elle est drainée par la Nied, le ruisseau de Dain, le ruisseau de Bermont, le ruisseau de l'Étang du Moulin et le ruisseau des Etangs de Flocourt.
La Nied, d'une longueur totale de 96,7 km, prend sa source dans la commune de Marthille, traverse 47 communes françaises, puis poursuit son cours en Allemagne où elle se jette dans la Sarre.

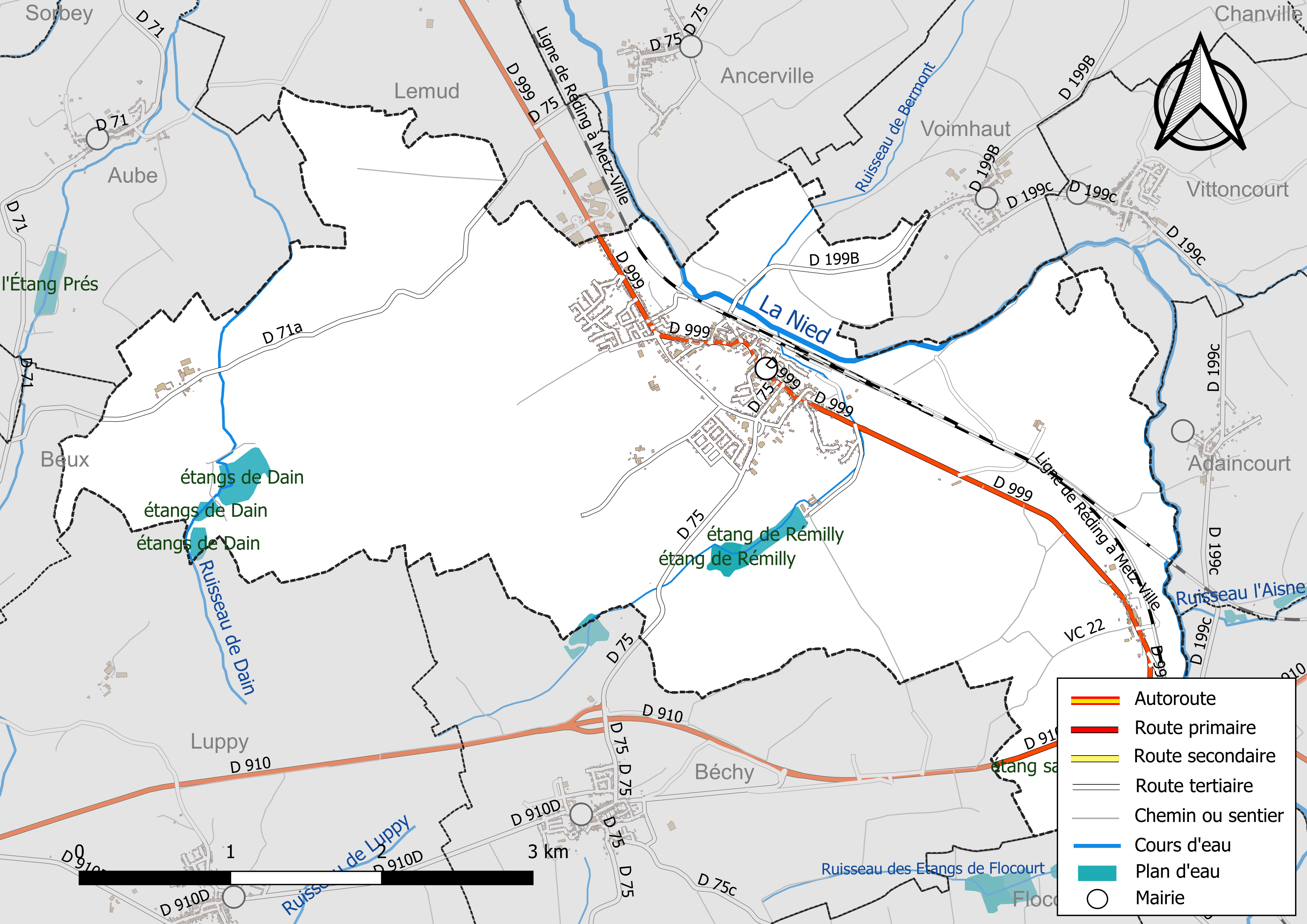
Réseaux hydrographique et routier de Rémilly.

La qualité des eaux des principaux cours d’eau de la commune, notamment de la Nied, peut être consultée sur un site dédié géré par les agences de l’eau et l’Agence française pour la biodiversité.

### Climat
Pour des articles plus généraux, voir Climat du Grand Est et Climat de la Moselle.
En 2010, le climat de la commune est de type climat océanique dégradé des plaines du Centre et du Nord, selon une étude du Centre national de la recherche scientifique s'appuyant sur une série de données couvrant la période 1971-2000. En 2020, Météo-France publie une typologie des climats de la France métropolitaine dans laquelle la commune est exposée à un climat semi-continental et est dans la région climatique  Lorraine, plateau de Langres, Morvan, caractérisée par un hiver rude (1,5 °C), des vents modérés et des brouillards fréquents en automne et hiver.
Pour la période 1971-2000, la température annuelle moyenne est de 9,8 °C, avec une amplitude thermique annuelle de 16,8 °C. Le cumul annuel moyen de précipitations est de 780 mm, avec 11,6 jours de précipitations en janvier et 9,2 jours en juillet. Pour la période 1991-2020, la température moyenne annuelle observée sur la station météorologique de Météo-France la plus proche, « Lesse_sapc », sur la commune de Lesse à 10 km à vol d'oiseau, est de 10,7 °C et le cumul annuel moyen de précipitations est de 694,0 mm. 
La température maximale relevée sur cette station est de 40 °C, atteinte le 25 juillet 2019 ; la température minimale est de −20,7 °C, atteinte le 20 décembre 2009,,.
Les paramètres climatiques de la commune ont été estimés pour le milieu du siècle (2041-2070) selon différents scénarios d'émission de gaz à effet de serre à partir des nouvelles projections climatiques de référence DRIAS-2020. Ils sont consultables sur un site dédié publié par Météo-France en novembre 2022.

## Urbanisme

### Typologie
Au 1er janvier 2024, Rémilly est catégorisée bourg rural, selon la nouvelle grille communale de densité à sept niveaux définie par l'Insee en 2022.
Elle est située hors unité urbaine. Par ailleurs la commune fait partie de l'aire d'attraction de Metz, dont elle est une commune de la couronne,. Cette aire, qui regroupe 245 communes, est catégorisée dans les aires de 200 000 à moins de 700 000 habitants,.

### Occupation des sols
L'occupation des sols de la commune, telle qu'elle ressort de la base de données européenne d’occupation biophysique des sols Corine Land Cover (CLC), est marquée par l'importance des territoires agricoles (66,6 % en 2018), une proportion sensiblement équivalente à celle de 1990 (67,2 %). La répartition détaillée en 2018 est la suivante : 
terres arables (49,3 %), forêts (25,8 %), prairies (17,2 %), zones urbanisées (6,1 %), zones humides intérieures (1,5 %). L'évolution de l’occupation des sols de la commune et de ses infrastructures peut être observée sur les différentes représentations cartographiques du territoire : la carte de Cassini (XVIIIe siècle), la carte d'état-major (1820-1866) et les cartes ou photos aériennes de l'IGN pour la période actuelle (1950 à aujourd'hui).

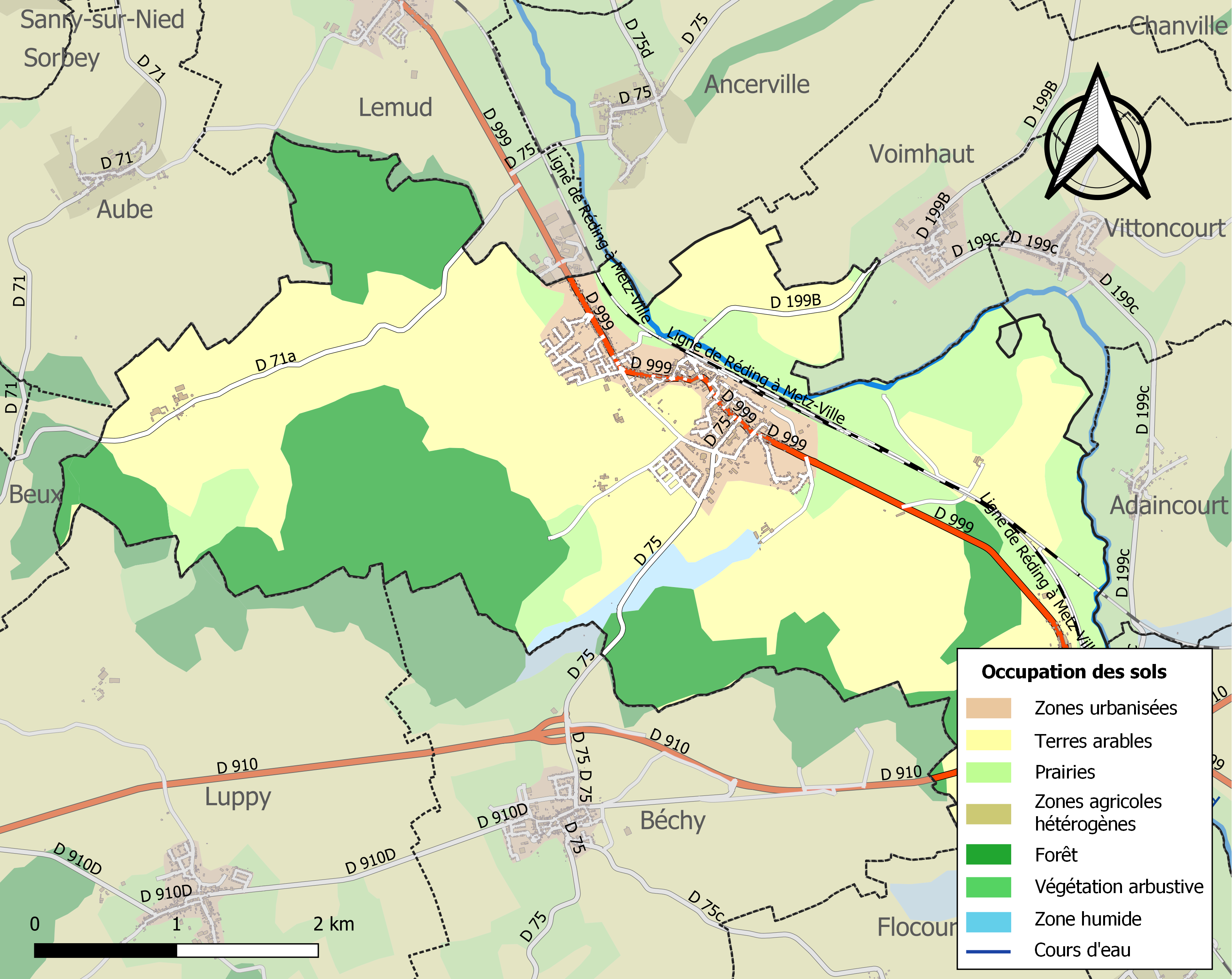
Carte des infrastructures et de l'occupation des sols de la commune en 2018 (CLC).

## Toponymie
Anciennes mentions :  Romeliacum (842), Rumeliacum (878), Rumiliacum (886), Reumayum (964), Remillei (1239), Remilley (1325), Rymlocher Tail (1331), Rymloch et Rumelley (xve siècle), Remeilley (1444), Remelach (1445), Remileyum et Remeleyum (1544), Romilly (xviie siècle), Rumilli (1614), Ramilly (1631), Remilly (1793), Remelach (1915-1918 et 1940-1944). En lorrain : Rem'hy.
D'après les mentions du IXe siècle, il s'agit d'un nom de personne romane, Romilius, et du suffixe -acum.

## Histoire
En 840-842, on relève Rumelliacum ou Romeliacum. Le premier document écrit citant ce nom serait une charte établie le 13 août 840 à Mayence, par laquelle l’empereur d’Occident Lothaire Ier concède les revenus de Rémilly à l’abbaye de Saint-Arnould située près de Metz. La terre de Rémilly avait été donnée à l'abbaye de Saint-Arnould par Charles le Chauve en 841. Ces biens se composaient de trente manses, un moulin, une importante forêt au nord de la Nied, des étangs et des viviers. À cette époque, Rémilly avec ses trente manses pouvait compter entre 150 et 200 habitants.
Le deuxième document est la charte établie le 24 février 842 par laquelle Charles II le Chauve, frère de Lothaire, confirmait à l’abbaye de Saint-Arnould, la donation du village de Rémilly avec la chapelle élevée en l’honneur de saint Martin.
Une importante communauté juive fut présente entre 1860 et 1957 date de l'aliénation de la synagogue dont les Tables de la Loi surplombant l'Arche Sainte se trouve à la mairie de Rémilly.

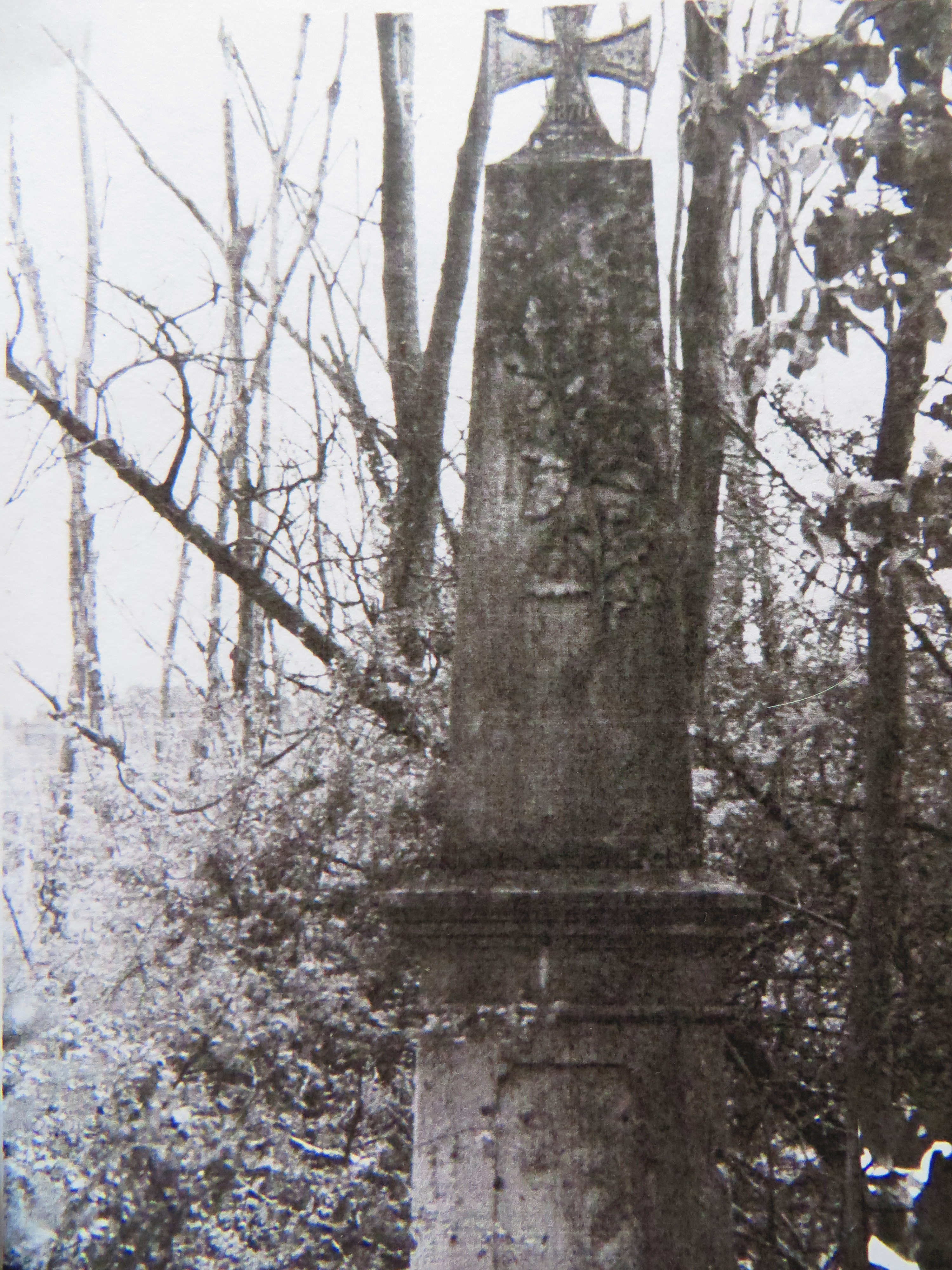
Ancien cimetière militaire allemand.

Aubécourt est réuni à Rémilly par décret en 1813.
Rémilly absorbe Dain-en-Saulnois en 1964.

## Politique et administration
| Période                                  | Période   | Identité                    | Étiquette | Qualité                                                 |
| ---------------------------------------- | --------- | --------------------------- | --------- | ------------------------------------------------------- |
| Les données manquantes sont à compléter. |           |                             |           |                                                         |
| an VIII                                  |           | Charles Sébastien Toussaint |           |                                                         |
| 1834                                     | 1850      | Auguste Rolland             |           | Notaire,conseiller général                              |
| 1857                                     |           | Valette                     |           |                                                         |
| 1953                                     | 1968      | Lucien Pougué               | SE        |                                                         |
| mars 1968                                | mars 1989 | Maurice Jochum              | SE        |                                                         |
| mars 1989                                | mars 2008 | Jean Weber                  | DVG       |                                                         |
| mars 2008                                | mai 2020  | Jean-Marie Stablo           | SE        | Retraité de la Fonction publique                        |
| mai 2020                                 | En cours  | Jean-Luc Saccani            | DVD       | Chef d'entreprise, conseiller départemental depuis 2021 |

Ancien maire d'Aubecourt : Jean Grandjean (an VIII-).
Ancien maire de Dain-en-Saulnois : François Thomas (an VIII-).

### Jumelages
La commune est jumelée avec Tourtoirac en Dordogne.

## Démographie
L'évolution du nombre d'habitants est connue à travers les recensements de la population effectués dans la commune depuis 1793. Pour les communes de moins de 10 000 habitants, une enquête de recensement portant sur toute la population est réalisée tous les cinq ans, les populations de référence des années intermédiaires étant quant à elles estimées par interpolation ou extrapolation. Pour la commune, le premier recensement exhaustif entrant dans le cadre du nouveau dispositif a été réalisé en 2007.

En 2022, la commune comptait 2 050 habitants, en évolution de −0,44 % par rapport à 2016 (Moselle : +0,52 %, France hors Mayotte : +2,11 %).
| 1793 | 1800 | 1806 | 1821 | 1836 | 1841 | 1861 | 1866  | 1871 |
| ---- | ---- | ---- | ---- | ---- | ---- | ---- | ----- | ---- |
| 577  | 611  | 642  | 818  | 780  | 755  | 966  | 1 002 | 928  |

| 1875  | 1880 | 1885 | 1890 | 1895 | 1900 | 1905 | 1910 | 1921 |
| ----- | ---- | ---- | ---- | ---- | ---- | ---- | ---- | ---- |
| 1 039 | 971  | 931  | 936  | 958  | 923  | 913  | 904  | 849  |

| 1926 | 1931 | 1936 | 1946  | 1954 | 1962  | 1968  | 1975  | 1982  |
| ---- | ---- | ---- | ----- | ---- | ----- | ----- | ----- | ----- |
| 868  | 836  | 897  | 1 006 | 993  | 1 214 | 1 423 | 1 556 | 1 666 |

| 1990  | 1999  | 2006  | 2007  | 2012  | 2017  | 2022  | - | - |
| ----- | ----- | ----- | ----- | ----- | ----- | ----- | - | - |
| 1 779 | 1 813 | 1 999 | 2 029 | 2 146 | 2 016 | 2 050 | - | - |

Évolution de la population d'Aubecourt
- 1793 : 111
- 1800 : 110
- 1806 : 107

Evolution de la population de Dain-en-Saulnois
- 1793 : 70
- 1962 : 9

## Économie

### Population active
Chiffres 2012 de l'INSEE:
Ensemble de la population de 15 ans à 64 ans: 1 394 personnes.
- 75,2 % actifs, dont:
  - 68,4 % ayant un emploi
  - 6,8 % chômeurs
- 24,8 % inactifs, dont:
  - 9 % élèves, étudiants et stagiaires non rémunérés
  - 10,7 % retraités ou préretraités
  - 5,2 % autres inactifs

## Culture locale et patrimoine

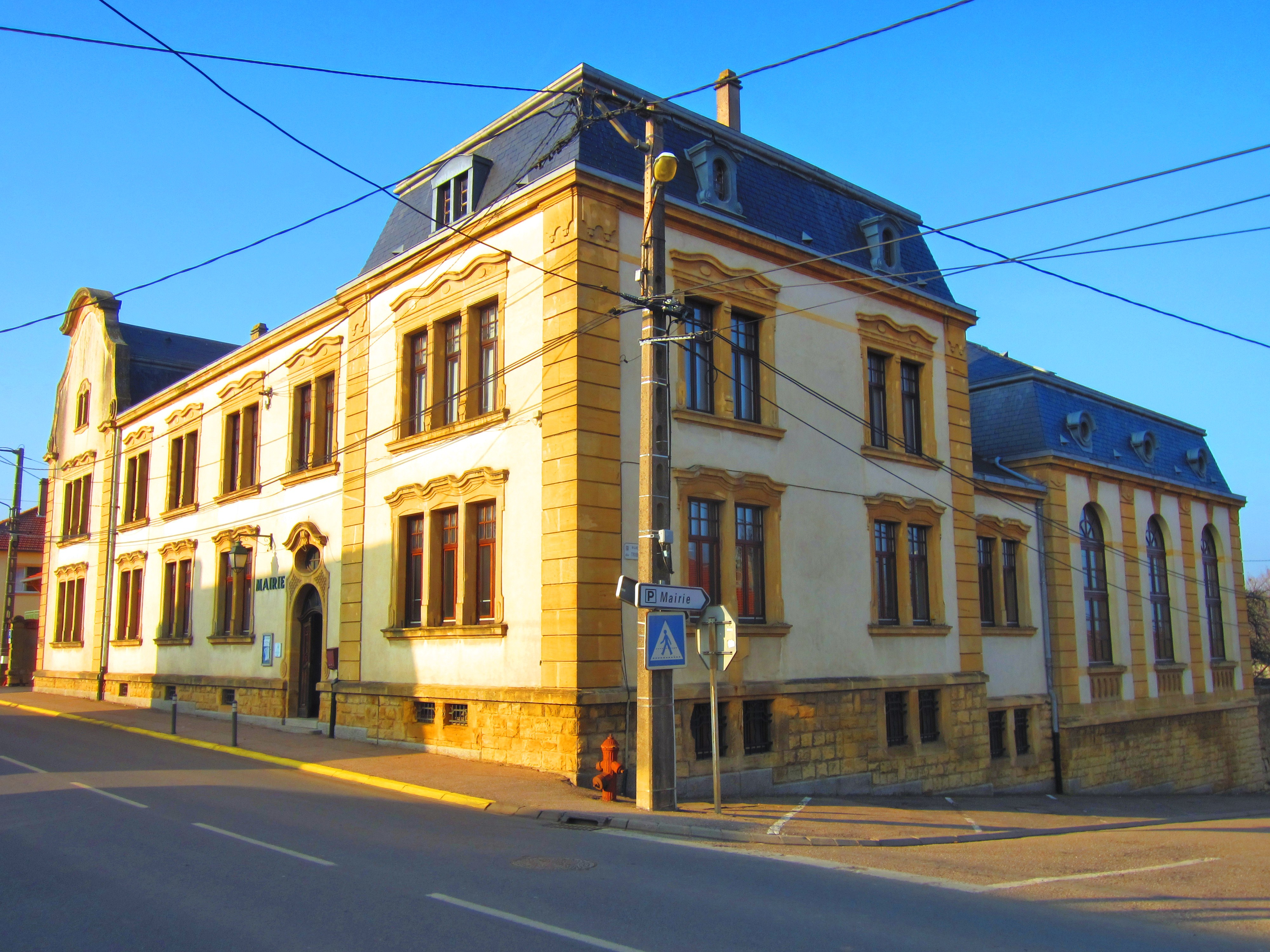
La mairie, ancien tribunal sous l’occupation allemande.

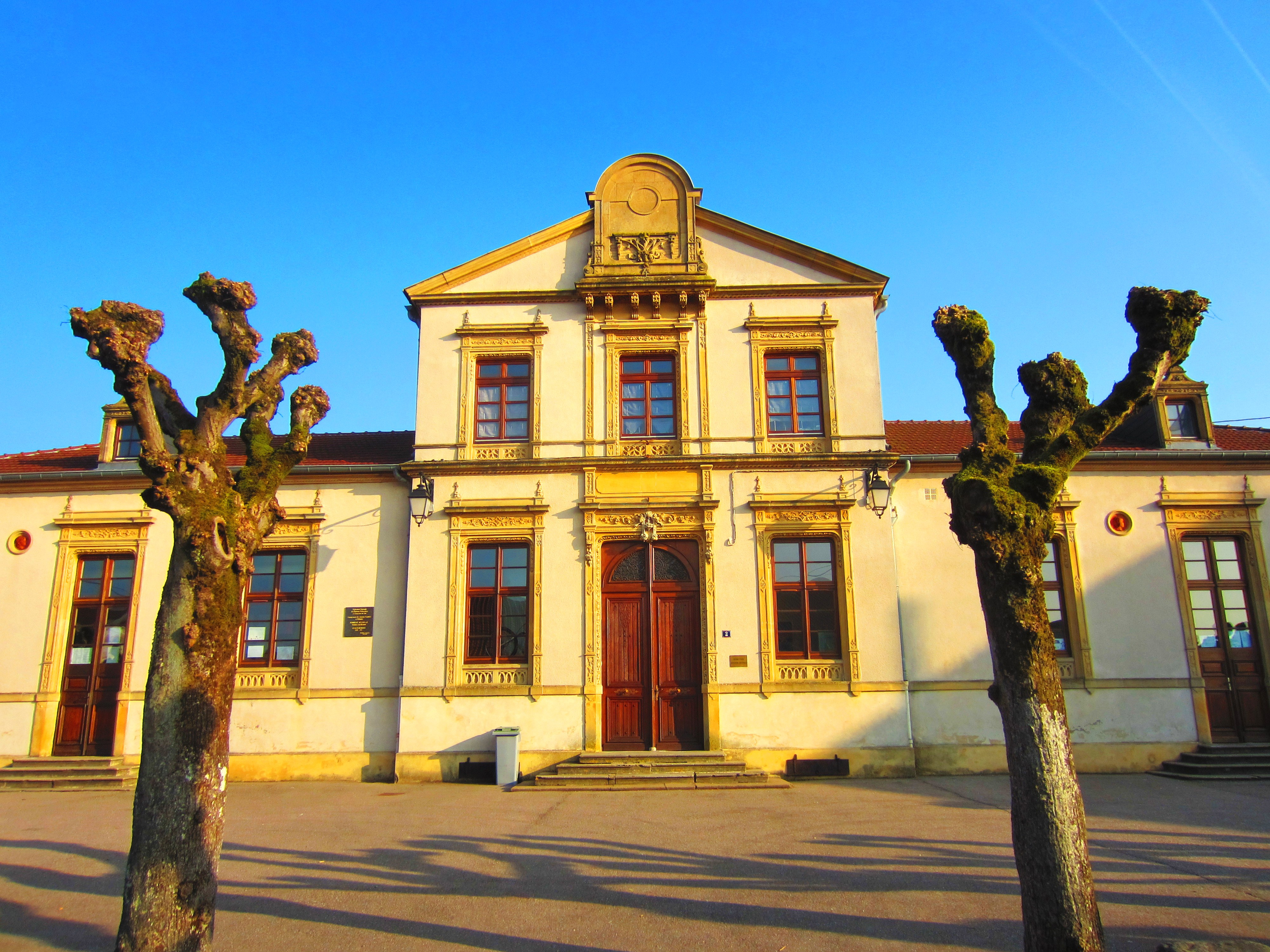
École du 11-Novembre.

### Lieux et monuments
- Vestiges gallo-romains (villas).
- Ancienne villa des évêques de Metz ; parc.
- École du 11-Novembre, par Auguste Rolland, architecte et maire de Rémilly de 1834 à 1850.
- Maison d'Auguste Rolland.
- Le « Joli Fou » de Dain-en-Saulnois, un hêtre tortillard dans le bois de Lome[26] ;
- La maison des Pâtres ;
- La mairie, ancien tribunal sous l’occupation allemande.
- Ancien château situé sur le haut du village, construit début du XVIIIe siècle par Mgr du Cambout de Coislin, transformé en 1844 par Auguste Rolland pour son frère Prosper Rolland. C'est dans ce château que furent assassinés le 16 octobre 1860 l'ancien conseiller général du canton, Alexis Rolland et son épouse Marie-Catherine Gandar. Lors de l'invasion de la Ruhr en 1936, le château fut occupé durant plusieurs mois par l'armée française. Après la guerre le château fut vendu à la fédération des déportés politiques pour y créer une maison de repos. En ruine il fut rasé en 1963.
- Ancien cimetière militaire allemand, il ne reste de nos jours que le portail en fer et un obélisque[27] en mémoire.

#### Édifices civils
- Gare de chemin de fer : située à une vingtaine de kilomètres de Metz, la gare voit défiler les TER venant de Strasbourg, de Forbach et d'Allemagne :
- Bureau de poste de très belle architecture ;
- Deux terrains de football ;
- Bibliothèques : 700 inscrits et environ 7 000 ouvrages ;
- Maison de retraite Les pins ;
- Accueil périscolaire ;
- Halte garderie ;
- Une école maternelle ;
- École primaire (Eugène-Gandar) occupant auparavant deux bâtiments (celui du Joli-Fou et celui du 11-Novembre) mais aujourd'hui uniquement celui du Joli-Fou ;
- Collège Lucien Pougué, environ 500 élèves;

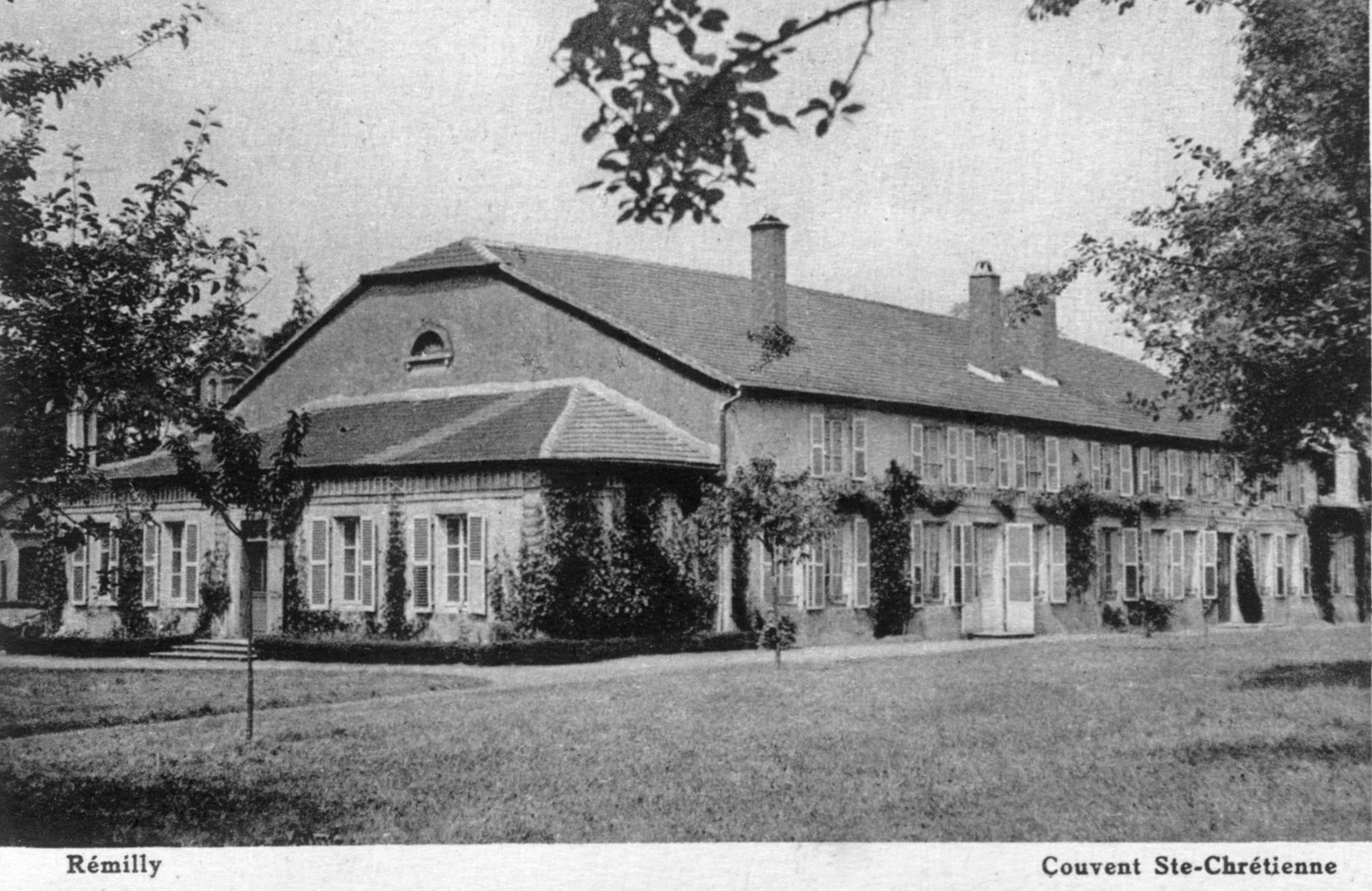
Rémilly. Couvent Sainte-Chrétienne (cliché R. & F. Dreher, Rémilly).

- Divers supermarchés ;

#### Édifices religieux

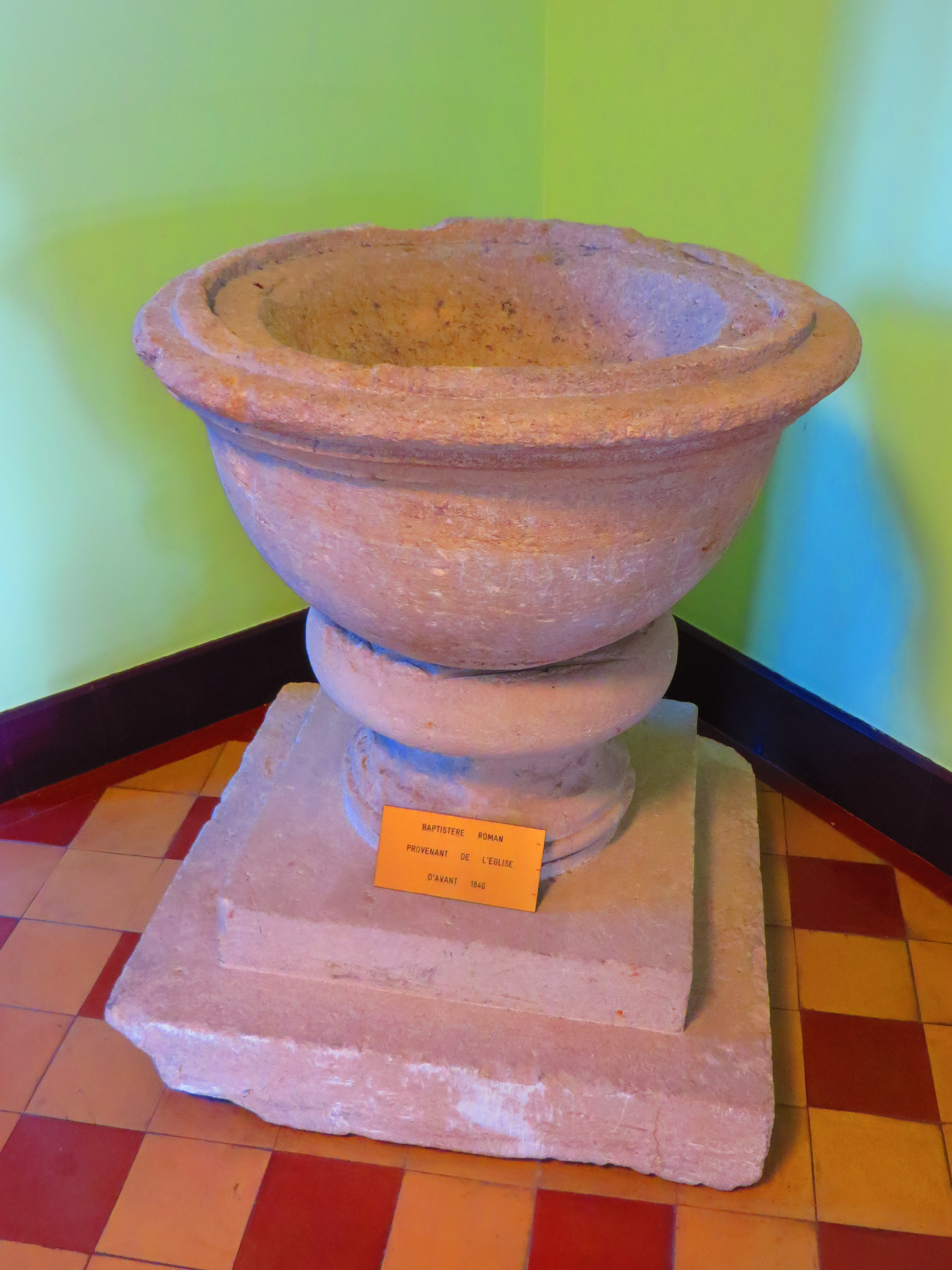
Baptistere de l'ancienne église

- Église Saint-Martin 1956, par Marie. Le 29 octobre 2023, une nouvelle cloche, baptisée « Saint-Joseph  » y est bénie par l'évêque Philippe Ballot[28].
- Chapelle de Saint-Hubert (ruines).
- Synagogue construite en 1885, dévastée pendant la dernière guerre, désaffectée et vendue en 1959. Les Tables de la Loi qui surmontaient la façade de la synagogue sont exposées dans le hall de la mairie.

### Personnalités liées à la commune
- Jean-Baptiste Dominique Rolland (1753-1821), homme politique, député au Conseil des Cinq-Cents.
- Auguste Rolland (1797-1859), architecte et maire de Rémilly.
- Claude Lapointe, (1938-2024) fondateur de l'atelier d'illustration de l'ESAD de Strasbourg et formateur de toute une génération d'illustrateurs français né à Rémilly.
- Joseph Gabriel Lapointe (1767-1840), colonel de la Révolution et de l'Empire né à Rémilly, mort à Maizery.

### Héraldique
| Blason de Rémilly | Blason  | Parti: au 1er de gueules au dextrochère de carnation, paré d'azur, mouvant d'une nuée d'argent, tenant une épée haute du même, garnie d'or et accostée en chef de deux cailloux d'or (Évêché de Metz), au 2e mi-parti d'azur à l'aigle bicéphale d'or. |
| Blason de Rémilly | Détails | Le statut officiel du blason reste à déterminer. |